# Ölpreisbindung
Die Ölpreisbindung bezeichnet die Koppelung des Preises für Erdgas in langfristigen Lieferverträgen an die Ölpreise in Deutschland. Entsprechende Preisgestaltungen findet man auch bei Fernwärmelieferverträgen.

## Bedeutung

Verkaufspreise von Erdgas nach einer Untersuchung des Bundeskartellamtes vom 15. November 2006, geordnet nach Lieferanten. Untersuchter Fall: Abnahme von 7000 kWh pro Jahr, typisch für einen Privathaushalt mit Etagenwohnung.

Ölpreisbindungen entstehen aus dem Bedürfnis, langfristige Gasverträge abzuschließen. Um für einen langfristigen Vertragsabschluss einen fairen Preis zu finden, muss die Preissteigerung des Gases in den Vertragspreis eingebracht werden. Da für Gas lange Zeit kein transparenter Markt vorhanden war und nur wenige Parteien Einsicht in mögliche Preisentwicklungen hatten, wird als Substitut für die Preisentwicklung Gas die im Vergleich transparentere Preisentwicklung von Öl verwendet, um für beide Seiten zu nachvollziehbaren Preisanpassungen zu kommen. Dies ist auch deshalb konsensfähig, weil Öl und Gas für viele Anwendungen gute Substitute sind und somit eine parallele Preisentwicklung erwartet werden kann.
Bei vereinbarter Ölpreisbindung ist zumeist ein so genannter Ersatzarbeitspreis (EAP) wesentlicher Vertragsbestandteil. Dieser stellt den Erdgaspreis aufgrund der Kosten der Lieferung dar. Der EAP tritt als Preisuntergrenze dann in Kraft, wenn die Ölpreise unter den vereinbarten Wert einer entsprechenden Notierung absinken. Dadurch wird gewährleistet, dass der Gaspreis dem Ölpreis nicht unter eine bestimmte Grenze nach unten folgen kann. Der EAP wurde seinerzeit vereinbart, da der Erdgastransport über lange Strecken durch die hohen Verdichtungskosten bei sehr niedrigen Ölpreisen (meist < 15 $/Barrel) nicht mehr wirtschaftlich wäre. Da ein solch niedriger Ölpreis in Zukunft nicht absehbar ist, ist der EAP derzeit kaum relevant.
Durch die Entwicklung der Gasmärkte hat die Ölpreisbindung an Bedeutung verloren.

## Geschichte
Die Ölpreisbindung war eine Erfindung des niederländischen Wirtschaftsministers de Pous zusammen mit Exxon und Royal Dutch Shell und bildete die Basis für die Vermarktung der riesigen Gasfunde aus Groningen in den Niederlanden. Zu Ende der 70er-Jahre wurde diese Art der Preisbildung auch für die niederländischen Exporte übernommen. Erdgas war nach einer Phase von Festpreisen mit möglicher Preisanpassung nur noch mit einer solchen Ölpreisbindung zu beziehen. Das Prinzip setzte sich auch in den russischen Verträgen als Preisbildungsinstrument durch. In Zeiten knapper Reserven wurde Anfang der 1980er-Jahre von den Produzenten sogar – trotz der bei Gas deutlich höheren Verteilungskosten – „Rohölparität“ beim Gaseinkauf gefordert. Dieses Phänomen ist bei LNG noch vorhanden, hat sich jedoch beim Pipelinegas in Westeuropa nicht durchsetzen können. Eskalationsklauseln sind eigentlich in Deutschland verboten. Es gibt jedoch einige Ausnahmen, so beim Gas, wo der Preis an konkurrierende Energieträger gebunden ist (sog. Spannungsklausel). Diese Preisbildung setzt sich fort über alle Versorgungsstufen vom Produzenten über die Importeure, Ferngasgesellschaften und Gasversorgungsunternehmen (GVU) bis hinunter zu den Endverbrauchern.
Die Ölpreisbindung wurde in den 1960er Jahren etwa gleichzeitig mit der Gründung der OPEC eingeführt und diente zunächst auch der Sicherung von Investitionen im Bereich der Förderung und Leitung von Erdgas: Weil für die Gewinnung und den Transport von Erdgas große Investitionen erforderlich waren, haben die Produzenten mit den deutschen Importeuren langjährige Verträge abgeschlossen, die auch zur Sicherung der Investitionsfinanzierung herangezogen werden.
Der Bundesgerichtshof (BGH) entschied am 24. März 2010, dass Gasversorger in Verträgen mit Verbrauchern ihre Preise nicht mehr ausschließlich an die Entwicklung des Ölpreises binden dürfen. Eine entsprechende Preisänderungsklausel in den Gaslieferungsverträgen mit Endverbrauchern ist nach der Rechtsprechung des BGH AGB-rechtlich wegen Verstoß gegen § 307 BGB unwirksam, weil sie wegen Nichtberücksichtigung weiterer preisbildender Kostenfaktoren wie unter anderem der Netzkosten eine nachträgliche Erhöhung des Gewinnanteils des Klauselverwenders am vereinbarten Preis ermöglicht. Auch als sog. Spannungsklausel tauge sie nicht, da ein im Wettbewerb über Angebot und Nachfrage gebildeter Marktpreis für Erdgas bisher schon nicht feststellbar sei. Jedenfalls sei die Ölpreisentwicklung untauglich, die Entwicklung eines im Wettbewerb gebildeten Gaspreises überhaupt nur zu prognostizieren.
Diese Rechtsprechung des Bundesgerichtshofs wurde im September 2010 vom Bundesverfassungsgericht bestätigt.
Mit zwei Urteilen vom 14. Mai 2014 entschied der Bundesgerichtshof ferner, dass in Gaslieferverträgen im unternehmerischen Geschäftsverkehr, anders als bei solchen mit Haushaltskunden, eine Kopplung der Gaspreise an die Entwicklung von Heizölpreisen/-indexwerten nach wie vor zulässig sei.

## Verbreitung
Grundsätzlich gibt es die verschiedensten Varianten von Ölpreisbindungen: Bindung an Rohölsorten, Bindung an Ölprodukte (leichtes Heizöl, schweres Heizöl), Definition der Referenzpreise (Statistisches Bundesamt, Rotterdam usw.). Es existieren auch Bindungen an Kohle. In der Regel hat Erdgas allein deshalb gegenüber Öl eine um drei bis sechs Monate verzögerte Preisentwicklung. Die Preisanpassungen erfolgen dabei in einem monatlichen, viertel- oder halbjährlichen Rhythmus. Erdgas- und Heizölpreise entsprechen sich - unbesehen der Tatsache, dass die Preisbildungen beider Energieträger nicht vergleichbar sind - auch wegen der Verzögerung zeitlich deshalb nie.

### Energiewirtschaft und Wärmemarkt
Am weltweiten Wärmemarkt ist Heizöl die wichtigste Konkurrenzenergie zum Erdgas. Großverbraucher in der chemischen Industrie und in der Energiewirtschaft sind häufig mit Anlagen ausgestattet, in denen wahlweise beide Energieträger eingesetzt werden können. Auch bei Neuinvestitionen in der Energieerzeugung stehen beide Energieträger neben der Wasserkraft, der Kernenergie, heimischer oder importierter Stein- und Braunkohle und erneuerbaren Energien im Wettbewerb miteinander. Heizöl kommt dabei nur noch selten zum Einsatz.
In der Bundesrepublik Deutschland selbst besteht nach der Rechtsprechung des Bundesgerichtshofes kein einheitlicher Markt für Wärmeenergie (Wärmemarkt). Weiterhin war von einem eigenständigen, regional begrenzten Markt auch für die leitungsgebundene Versorgung mit Gas auszugehen.
Im Gegensatz zum Erdöl gab es aufgrund von Bezugs- und Abnahmeverpflichtungen in langfristigen Verträgen kaum freie Erdgasmengen und deshalb für Erdgas keinen Markt, auf dem frei verfügbare Mengen gehandelt werden, so dass sich überhaupt ein Marktpreis für Erdgas herausbilden könnte. Nur das Kartell der wenigen Gasimporteure verfügte über Gasmengen und Preisinformationen. Gasversorger und Kraftwerksbetreiber hatten ölgebundene gesamtbedarfsdeckende langfristige Lieferverträge, die ihnen keine Freiräume für eine alternative Beschaffung ließen. Diese gesamtbedarfsdeckenden langfristigen Lieferverträge wurden zur Schaffung eines Gasmarktes 2009 durch das Kartellamt aufgebrochen. Dennoch bestehen ölpreisgebundene Gaslieferverträge in der Stromerzeugung in geringerem Umfang fort und haben über die Kraftwerkseinsatzoptimierung der Gaskraftwerke Einfluss auf den Strompreis.
Mit den in der jeweiligen Lieferkette nachgelagerten Gasversorgungs- und Stromerzeugungsunternehmen wurden früher bei Abschluss langfristiger Verträge Gebietsabsprachen („Demarkationen“), Gesamtbezugsverpflichtungen und Verschwiegenheitspflichten vereinbart, so dass jeweils gegen Wettbewerb geschützte, geschlossene Absatzgebiete entstanden. Der Kartellsenat am Bundesgerichtshof hat solche Demarkationen für kartellrechtswidrig und unzulässig erklärt.
In der Regel trägt das abnehmende Energieversorgungsunternehmen einen Teil des Mengenrisikos – es muss einen Teil des Erdgases in jedem Fall beziehen oder bezahlen (Take-or-Pay-Verträge). Das Preisrisiko liegt in der Gaslieferkette dagegen beim Produzenten: Da Erdgas im Wege der Ölpreisbindung in keinem Preiswettbewerb und damit in keiner Substitutionskonkurrenz zu Öl steht, bekommt der Produzent den Preis bezahlt, der am Markt erzielbar ist. Wird das Gas für ein Gaskraftwerk genutzt, verbleibt dem Kraftwerksbetreiber jedoch ein Preisrisiko aus dem Spark Spread.
Im März 2010 entschied der Bundesgerichtshof (BGH), dass auch Endkundenpreise nicht ausschließlich an den Ölpreis gebunden sein dürfen.

## Kritik
Das Bundeskartellamt und Verbraucherschutzorganisationen kritisieren die Ölpreisbindung als überholt, zumal sie für eine Reihe anderer Staaten (darunter etwa Großbritannien) nicht gegeben ist.
Dabei ist zu beachten, dass Großbritannien selbst über große Erdgasvorkommen verfügte und bis vor kurzem noch als Erdgasexporteur am Markt auftrat. Daher musste Großbritannien in der Vergangenheit nicht um seine Versorgung mit ausreichend Erdgas fürchten. Mittlerweile wurde auch Großbritannien von Importen abhängig. Im Winter 2005/2006 erlebte es eine Preisexplosion, nachdem die eigenen Reserven früher als prognostiziert erschöpft waren und es in dem strengen Winter zu Störungen im Interconnector gekommen war, über den Erdgas vom Kontinent auf die Insel importiert wird. Zusätzlich war auch noch das größte Gaslager von einer Explosion und einem Großfeuer betroffen. Da Großbritannien in zunehmendem Maße von wenigen Produzenten – im Wesentlichen Norwegen – abhängig ist, wird derzeit dort die Einführung der Ölpreisbindung diskutiert.
Obschon Deutschland von solchen Widrigkeiten verschont blieb und ein ausreichendes Erdgasangebot bestand, stiegen die Erdgaspreise in Deutschland ähnlich stark wie in Großbritannien. Dabei wird die Ölpreisbindung als Grund für die Preisexplosion genannt.
Große Gasexporteure, wie zum Beispiel Gazprom in Russland, bestehen weiterhin auf der Ölpreisbindung, weil sie dem Verbraucherschutz in besonderem Maße dienlich sei.
Allerdings sind die Gaspreise in langfristigen Importverträgen an internationale Rohölnotierungen (IPE Brent, WTI) auf US-Dollar-Basis gekoppelt, die Preisangaben erfolgen deshalb in USD pro 1.000 Kubikmeter. Diese Kopplung bewirkt die Schwankung der vom BAFA in Eschborn statistisch erfassten und monatlich veröffentlichten durchschnittlichen Erdgasimportpreise (auch Grenzübergangspreise genannt, die den Wert der importierten Ware Erdgas an der deutschen Grenze wiedergeben).

## Preisgestaltung

### Preissteigerung
Während die durchschnittlichen Erdgasimportpreise (Wert der Ware Erdgas an der deutschen Grenze) zwischen Mai 2003 und Februar 2007 lediglich einen Anstieg von 1,30 Cent/kWh auf etwa 2,20 Cent/kWh um etwa 0,90 Cent/kWh verzeichneten, stiegen die Letztverbraucherpreise für Kleinkunden – etwa beim Oldenburger Regionalversorger EWE – teilweise zur gleichen Zeit sogar um über 1,50 Cent/kWh (netto).
Gerade darin sehen Verbraucherschützer einen Missbrauch. Es werden nicht lediglich gestiegene Erdgasimportpreise an die Verbraucher weitergegeben, sondern innerhalb der überkommenen Lieferkette ab deutscher Grenze erhebliche zusätzliche Gewinne erzielt, was solche Preiskopplungen nach den Feststellungen des BGH in den Entscheidungen vom 24. März 2010 unzulässig ermöglichen.
Die für den Preisanstieg oft gegebene pauschale Begründung unter Verweis auf eine Ölpreisbindung erweist sich daher als unzutreffend. Jedenfalls richten sich die Erdgasimportpreise nach einer gänzlich anderen Ölpreisbindung.
Besonders deutlich trat dieser Missbrauch in der Heizperiode 2004/2005 zu Tage. Hatten sich die Erdgasimportpreise vom Mai 2003 bis zum Mai 2005 lediglich von 1,30 Cent/kWh auf 1,45 Cent/kWh, also um 0,15 Cent/kWh erhöht, erreichten die Verbraucher in gleicher Zeit Preiserhöhungen um über 0,50 Cent/kWh.

### Einheit
Die Berechnung des verbrauchten Gases erfolgt i.a. über den Energiegehalt in kWh (Kilowattstunde), während die Gasuhren das Volumen in Kubikmeter (m³) messen. Das Verhältnis aus den beiden Einheiten ergibt sich aus dem Brennwert, der je nach Gas-Zusammensetzung zwischen 8 und 11 kWh pro Kubikmeter liegt. Bei einem Preis von 6 Cent/kWh ergibt sich also ein Kubikmeterpreis von etwa 60 Cent.

### Referenzpreis, 6/1/3-Regelung
In Deutschland wird als Referenzpreis für die Ölpreisbindung der Gaspreise häufig der Preis für leichtes Heizöl (HEL) verwendet, der vom Statistischen Bundesamt für Lieferung in Tankwagen, frei Verbraucher, mit 40 bis 50 hl pro Auftrag, ermittelt und veröffentlicht wird. Diese Veröffentlichungen können auf der Webseite des Statistischen Bundesamtes kostenlos abgerufen werden (siehe Weblink unten).
Um die Entwicklung der Gaspreise im zeitlichen Verlauf zu glätten, wird bei Gaslieferverträgen häufig die so genannte „6/1/3-Regelung“ angewendet:
- 6 Monate Referenzzeitraum
- 1 Monat Zeitversatz („time lag“)
- 3 Monate Preisgültigkeit

#### Beispiel
Leichtes Heizöl (HEL), 40–50 hl, Rheinschiene,
Zeitpunkt der Preisfeststellung 11/04,
| Monat/Jahr | HEL Rheinschiene, EUR/hl | Durchschnitt von 6 Monaten | 1 Monat Zeitversatz | Referenzpreis mit 3 Monaten Preisgültigkeit |
| 01/2004    | 28,54                    |                            |                     |                                             |
| 02/2004    | 27,33                    |                            |                     |                                             |
| 03/2004    | 29,74                    |                            |                     |                                             |
| 04/2004    | 31,34                    | 33,70                      |                     |                                             |
| 05/2004    | 32,74                    | 33,70                      |                     |                                             |
| 06/2004    | 31,33                    | 33,70                      |                     |                                             |
| 07/2004    | 33,06                    | 33,70                      |                     |                                             |
| 08/2004    | 36,24                    | 33,70                      |                     |                                             |
| 09/2004    | 37,50                    | 33,70                      |                     |                                             |
| 10/2004    |                          |                            |                     |                                             |
| 11/2004    |                          |                            |                     | 33,70                                       |
| 12/2004    |                          |                            |                     | 33,70                                       |
| 01/2005    |                          |                            |                     | 33,70                                       |

Weitere typische Regelungen in Gaslieferverträgen:
- 3/1/3-Regelung
- 6/3/3-Regelung

## Entwicklung der Gasmärkte
2005 hat das Bundeskartellamt langfristige Gasbezugsverträge zwischen deutschen Importeuren wie der E.ON Ruhrgas und Regionalversorgern und Stadtwerken untersagt, nachdem diese schon längst wegen ihrer marktabschottenden Wirkung gegen deutsches und europäisches Kartellrecht verstießen und deshalb nichtig waren.
Zudem hat die Bundesnetzagentur das Gasnetzzugangsmodell Einzelbuchungsvariante untersagt, welches diesen City- und Regiogate genannten Lieferverträgen zugrunde lag.
Diese Verträge und die Preisbildung über den so genannten anlegbaren Preis können deshalb nicht mehr durchgeführt werden.
E.ON Ruhrgas wie auch die ostdeutsche VNG-Verbundnetz Gas AG Leipzig hatten deshalb bereits zum 1. Oktober 2006 ihre Kunden aus den überkommenen Altverträgen entlassen, welche die HEL-Ölpreisbindung enthielten. Gasversorger können sich nun auf dem freien Gasmarkt neue Lieferanten mit günstigeren Bezugspreisen wählen und den entsprechenden Vorteil an ihre Kunden weitergeben.
Im Gas-zu-Gas-Wettbewerb muss sich nun ein eigenständiger Erdgaspreis herausbilden. Dieser wird sich erwartungsgemäß aus den durchschnittlichen Erdgasimportpreisen und den effizienten Kosten des Gastransports von der deutschen Grenze zu jeweiligen so genannten virtuellen Handelspunkten in den verschiedenen Marktgebieten zusammensetzen (Grenzkostenpreisbildung nach der Theorie vom vollkommenen Wettbewerb). Die bisher beobachteten Phänomene, dass sich Erdgas für Stadtwerke und Verbraucher verteuerte, während etwa Kraftwerksgas relativ preisstabil blieb oder sogar Preissenkungen erfuhr, werden damit der Geschichte angehören.
Der derzeitige Boom von Schiefergas könnte die Preisbindung zum Öl auf Dauer obsolet machen.
Das Kartell der Gaspreisbildung aufgrund der brancheninternen Vereinbarung einer Ölpreisbindung verstößt nach einer weit verbreiteten Auffassung gegen europäisches und deutsches Kartellrecht. Eine automatische Preiskopplung kann zudem wegen Verstoß gegen § 2 Abs. 1 Preisangaben – und Preisklauselgesetz (PaPkG) nichtig sein. Nach diesem Gesetz besteht grundsätzlich ein Indexierungsverbot, um einer Inflationsgefahr zu begegnen, die jeder automatischen Preiskopplung innewohnt.
Immerhin besteht die Möglichkeit, innerhalb der Lieferkette nach den deutschen Importeuren die Gaspreise an die Entwicklung der vom Bundesamt für Wirtschaft und Ausfuhrkontrolle (BAFA) monatlich veröffentlichten Erdgasimportpreise zu koppeln. Eine solche Kopplung, sollte überhaupt ein entsprechendes sachlich gerechtfertigtes Bedürfnis nach einer Indexierung bestehen, wäre sachgerechter und würde verhindern, dass die Letztverbraucherpreise stärker steigen als die Erdgasimportpreise und bei den wenigen deutschen Importeuren sachlich durch nichts zu rechtfertigende, die Endverbraucher erheblich belastende Zusatzgewinne entstehen.
Die Energiekonzerne selbst koppeln die Gaspreise an die vom BAFA veröffentlichten Erdgasimportpreise. Eine Indexierung Erdgasimportpreise findet u. a. in den Erdgasspeicher-Verträgen des RWE und der E.ON Gastransport AG & Co. KG 2007/2008 Anwendung für die Bewertung sogenannter Saldomengen zwischen vertraglich eingespeicherten und tatsächlich ausgespeicherten Gasmengen, die entweder vom Speicherbetreiber oder vom Speicherkunden angekauft und vergütet werden.